# 리이 (축구인)
리이(李毅, 이의, 1979년 6월 20일 ~ )는 중국의 축구 선수였다.

## 이력
1991년 축구 선수 첫 입문하였고 1997년 중국 프로 축구에 본격 입문하였으며 2010년 은퇴하였다. 이후 2011년에 선전 FC 축구 매니저를 잠시 역임하였고 그 후 기업가로도 활약하였다.

## 기록
- 톈진 로코모티브 기록: 1997-98:38경기 8골
- 베이징 궈안 기록: 1999:18경기 4골
- 선전 킹웨이 기록: 2000-06:153경기 52골
- 산지 천다 기록: 2007-10:57경기4골
- 총기록(-2010): 266경기 68골

## 프로 축구 선수 시절 관련 에피소드
2003년 12월 7일, 대한민국과의 축구 경기에서 이을용에게 거친 반칙을 하자 이을용이 결국 이에 분노하여 이을용이 휘두른 오른손으로 머리를 맞고 쓰러졌다. 이에 이을용은 곧바로 퇴장되었다.